# Sankelmark Sø
Sankelmark Sø (tidligere Sanklam, på tysk Sankelmarker See) er en indlandsø i det nordlige Tyskland, beliggende i det nordlige Sydslesvig mellem landsbyerne Oversø og Sankelmark få kilometer syd for Flensborg.
Den cirka 1,6 km lange og 500 m brede indsø er 56,8 hektar stor og op til 11,2 m meter dyb. Søen har tilløb i nord fra de to småbække Marieå og Bilå og afløb gennem den lille Bæk (på tysk Beek) til Trenen. Søens vestbred kaldes for Søvad (ty. Seewatt), ud foran vestbredden ligger en lille ø. Det er muligt at gå rundt om søen.
Søens navn er første gang dokumenteret 1457. Søen hed tidligere Sanklam, hvilket menes at være en sammensatning af sand og klam (→i beytdning af klemme, snevert sted; gammeldansk klamb, oldnordisk klǫmbr). Den syd for søen beliggende landsby Oversø har senere fået navn efter søen.
Geografisk set ligger søen ved overgangen fra Angel til den mere sandede gest (sml. Lusangel).

## Historie
Under den danske tilbagetrækning fra stillinger ved Dannevirke i februar 1864 kom det til kamphandlinger ved Sankelmark Sø . For at minde de døde fra kampen ved Sankelmark den 6. februar 1864, oprettedes lidt nordøst fra søen et dansk mindesmærke , men også tyske og østrigske faldne mindes her.
Ved søens nordlige bred ligger mødecentret Akademie Sankelmark, ejet af den tyske grænseforening (Grenzverein). På samme sted ønskede allerede før danskerne at opføre en højskole, men fik ikke tilladelse til det. I stedet blev højskoleplanerne realiseret i Jaruplund, hvor Jaruplund Højskole startede i 1950 .
Lidt øst for Sankelmark Sø ved Munkvolstrup ligger den rekonstruerede storstengrav Arnkielpark.